# Jošt I. z Rožmberka
Jošt I. z Rožmberka (zemřel 24. června 1369, latinsky jmenován Jodocus) byl třetím synem Petra I. z Rožmberka a Kateřiny z Vartemberka. Jeho manželka byla Anežka z Wallsee.

## Život

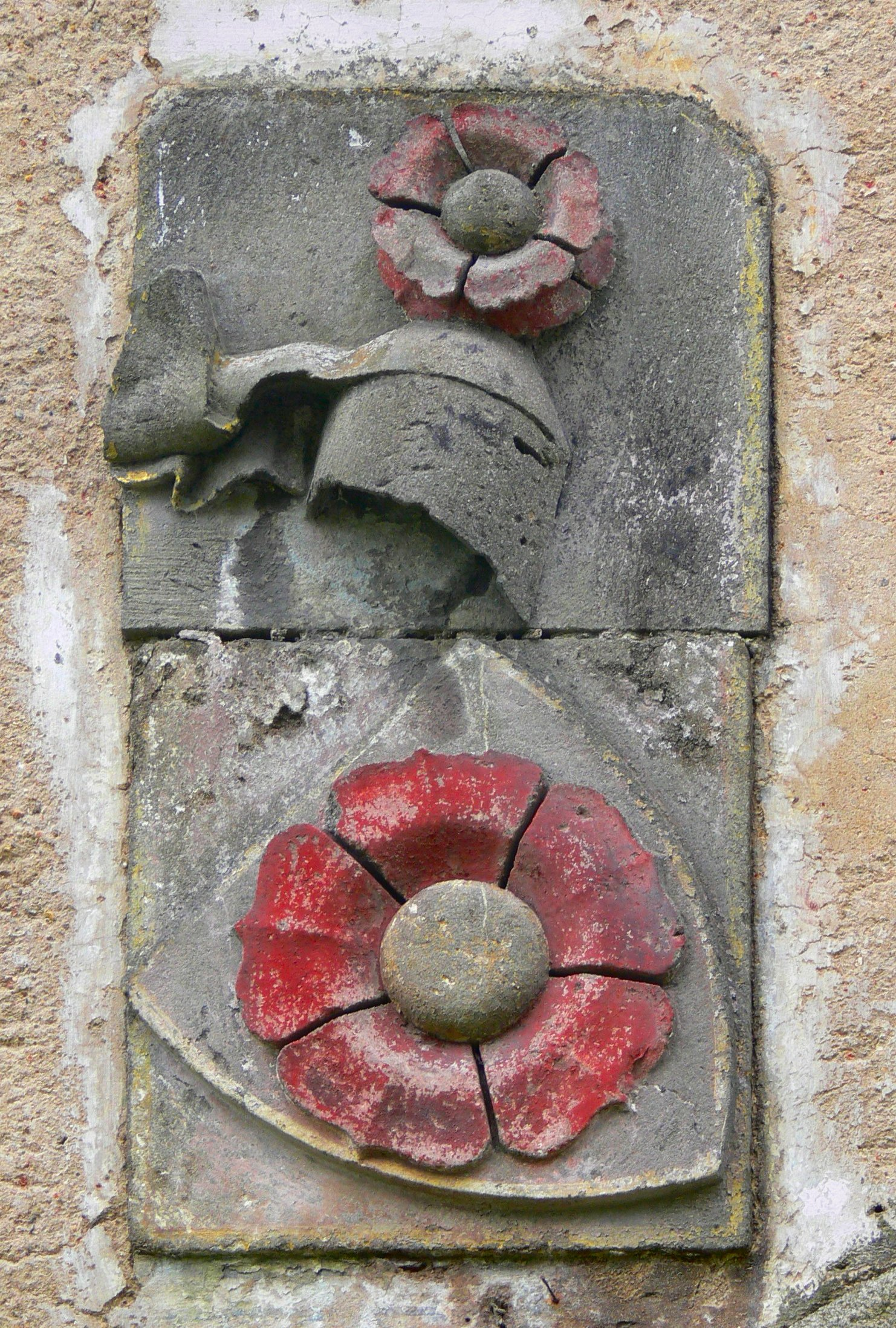
Rožmberský erb v klášteře Vyšší Brod

Po otcově smrti se Jošt stal nejvyšším komorníkem a v této funkci byl až do roku 1351. Společně s matkou a bratry založil v Českém Krumlově minoritský klášter. V šedesátých letech měli rožmberští bratři prudké a vleklé mocenské spory s panovníkem Karlem IV.